# Capilla de Monte-Sion
La capilla de Nuestra Señora del Rosario, conocida como capilla de Monte-Sión, es un templo de culto católico situado en la calle Feria, Sevilla, Andalucía, España. Fue construida en un antiguo convento dominico. Es la sede canónica de la Hermandad de Monte-Sión.

## Historia
La hermandad fue fundada en el Hospital de las Cinco Llagas en 1560.
El Convento de Santa María de Monte-Sión y su iglesia se construyeron entre 1576 y 1601. Esta capilla fue construida en el compás de dicho convento en 1577. El convento fue exclaustrado en 1835 y la iglesia fue incautada tras la Revolución de 1868, siendo arrendada un par de años a un párroco y siendo abandonada posteriormente. En 1927 pasó a ser la sede del Archivo de Protocolos del Colegio de Notarios de Sevilla.
La capilla permaneció. Arrasada por grupos anticlericales en 1936, las imágenes titulares de la hermandad pudieron salvarse por haber sido escondidas previamente. La hermandad se trasladó a la iglesia de San Martín hasta que finalizó la reconstrucción, regresando en 1952.
La Virgen del Rosario es de autor desconocido fechable a finales del siglo XVI. Jesús de la Oración en el Huerto es de Pedro Roldán, así como el ángel que lo acompaña. Los apóstoles son obra del siglo XX de Antonio Castillo Lastrucci. La hermandad también tiene como titular al Cristo de la Salud, un crucificado realizado en 1954 por Luis Ortega Bru.